# 孫嘉績

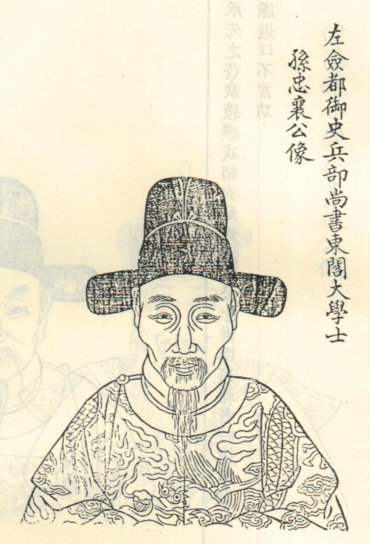
孫嘉績

孫 嘉績（そん かせき、1604年 - 1646年）は、明末の官僚・軍人。字は碩膚。本貫は紹興府余姚県。

## 生涯
孫如游の孫にあたる。1637年（崇禎10年）、進士に及第した。南京工部主事に任じられ、北京に召還されて兵部主事に転じた。清軍が北京に迫ったが、設営して動こうとせず、明側の人々はその思惑を図りかねていた。嘉績は「これは後詰めの到着を待っているので、到着すれば大挙して南下してくるだろう」といった。3日後、モンゴル兵数万が青山口より侵入し、その日のうちに南下してきた。これにより尚書の楊嗣昌は嘉績が軍事に通じていると知り、職方員外郎に任じた。ほどなく嘉績は郎中に進んだ。督師中官の高起潜により賄賂を受け取っていると誣告され、嘉績は獄に下された。ちょうど黄道周が獄中におり、嘉績は親身になってかれの飲食や湯薬の世話をし、その代わりに黄道周から『易経』の教授を受けた。たまたま諸生の涂仲吉が黄道周を救おうと上疏して、かえって崇禎帝の怒りをいや増し、黄道周は獄を移されて錦衣衛の厳しい尋問を受けることになった。黄道周と往来のあった諸生たちの多くは虚言を弄して弾圧を逃れたが、ひとり嘉績は黄道周から教授を受けた事実を隠さなかったため、長らく拘留された。雑犯として死罪相当とされ、次いで軍備の充実を妨げた罪に問われたが、いずれも事実ではなかった。保定総督の張福臻が崇禎帝の謁見を受け、嘉績の才を推薦して、参謀として任用するよう求めたが、聞き入れられなかった。徐石麒が刑部尚書となると、かれの上奏により、嘉績は釈放された。南京で軍役についた。1644年（崇禎17年）、南明の福王政権により、九江兵備僉事として起用されたが、赴任しなかった。1645年（弘光元年）、南京陥落の後、嘉績は熊汝霖とともに余姚で反清の兵を起こした。魯王朱以海を紹興に迎えて監国させた。魯王政権において右僉都御史に抜擢され、東閣大学士に累進した。1646年（監国魯元年）、魯王が海上に逃れると、嘉績はこれに従って舟山に赴いた。この年のうちに病が嵩じて死去した。享年は43。諡は忠襄といった。
子に孫延齢があった。